# Reichstett
Reichstett település Franciaországban, Bas-Rhin megyében. Lakosainak száma 4554 fő (2022. január 1.). Reichstett La Wantzenau, Bischheim, Hœnheim, Mundolsheim, Souffelweyersheim és Vendenheim községekkel határos.

## Népesség
A település népessége az elmúlt években az alábbi módon változott:
| Lakosok száma | 4407 | 4442 | 4471 | 4418 | 4406 | 4397 | 4389 | 4376 | 4554 |
|               | 2013 | 2015 | 2016 | 2017 | 2018 | 2019 | 2020 | 2021 | 2022 |